# レイサンマガモ
レイサンマガモ（Anas laysanensis）は、鳥綱カモ目カモ科マガモ属に分類される鳥類。

## 分布
アメリカ合衆国（レイサン島）固有種

## 形態
全長40センチメートル。翼長オス19.2-21センチメートル、メス19-19.6センチメートル。頭部から頸部の羽衣が黒褐色や暗褐色で、眼の周囲や嘴基部に白い斑紋が入る。胴体の羽衣は赤褐色で、暗褐色の斑紋が入る。初列風切は黒い。
虹彩は褐色。後肢は橙色。
オスは中央尾羽が反り上がる個体もいて、次列風切の光沢（翼鏡）は緑色。嘴が青灰色。幼鳥やメスは翼鏡が暗褐色。メスは嘴が橙色。

## 分類
マガモの亜種とする説もある。

## 生態
潟湖などに生息する。ペアや小規模な群れを形成して生活するが、繁殖期後には大規模な群れを形成することもある。
食性は動物食で、昆虫、甲殻類などを食べる。
繁殖形態は卵生。湖岸の茂みに巣を作る。4-8個の卵を産む。抱卵期間は26日。

## 人間との関係
人為的に移入されたウサギによる植生の破壊、食用や羽毛用、スポーツ・ハンティングによる乱獲などにより生息数は減少した。ウサギやイネ科の帰化植物シンクリノイガの駆除などの保護対策が進められている。1950年における生息数は30羽以上、1978年における生息数は350-400羽、1987年における生息数は500羽と推定されている。
日本では野毛山動物園が1974年に初めて本種を飼育し、1976年には初めて飼育下繁殖に成功した。